# Antônio Rodrigues Ferreira
Antônio Rodrigues Ferreira de Macedo (Vila Real da Praia Grande, atual Niterói, 1800 - Fortaleza, 29 de abril de 1859) conhecido como boticário Ferreira, foi um político, farmacêutico e militar fluminense.
Mudou-se para Fortaleza em 1825, a pedido do cônsul português no Ceará, Manuel Caetano de Gouveia.
Foi prefeito de Fortaleza por dois mandatos, de 1843 a 1849 e de 1850 a 1859. Em sua homenagem foi renomeada a Praça Municipal para Praça do Ferreira e é concedida a Medalha Boticário Ferreira pela Câmara Municipal de Fortaleza.